# Münzbach
Münzbach är en ort och kommun  i Österrike. Den ligger i distriktet Perg i förbundslandet Oberösterreich, 120 kilometer väster om huvudstaden Wien. 
Kommunen består av tio orter (Ortschaften) (inom parentes invånarantal 1 januari 2024):

- Danndorf (37)
- Innernstein (70)
- Mollnegg (117)
- Münzbach (1 168)
- Obergaisberg (102)
- Pilgram (57)
- Priehetsberg (115)
- Saxenegg (112)
- Sulzbach (66)
- Untergaisberg (62)